# 2021年金磚國家峰會
2021年金磚國家峰會，又稱金磚國家領導人第十三次會晤，是巴西、俄羅斯、印度、中華人民共和國及南非五國組成的金磚國家的第13屆領導人峰會。印度繼2016年於帕納吉舉辦的第8屆金磚國家峰會後第三次擔任輪任主席國。
由於2019冠狀病毒病疫情，峰會連續第二年以視訊會議方式在線上舉行。

## 會議
首場會議為於2021年2月20日舉行的財政次長暨央行副總裁會議，由時任印度儲備銀行副總裁邁克爾·帕特拉及印度財政部稅務司秘書塔倫·巴賈傑（Tarun Bajaj）共同主持，為峰會揭開序幕。
領導人會晤則於同年9月9日同樣以視訊會議方式舉行，與會五國在會後共同發表了《新德里宣言》。

## 與會領導人

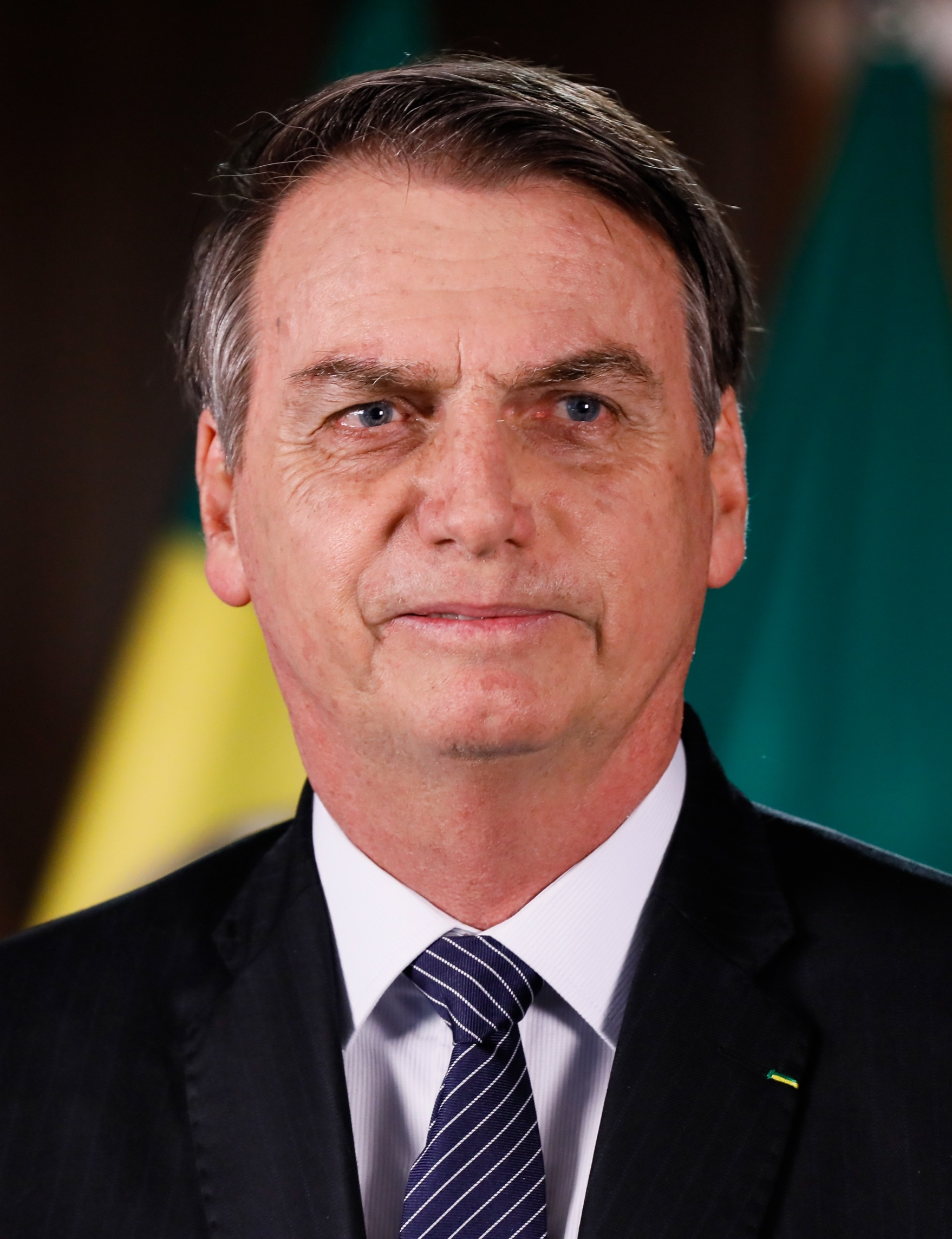
BRA 總統雅伊爾·波索納洛
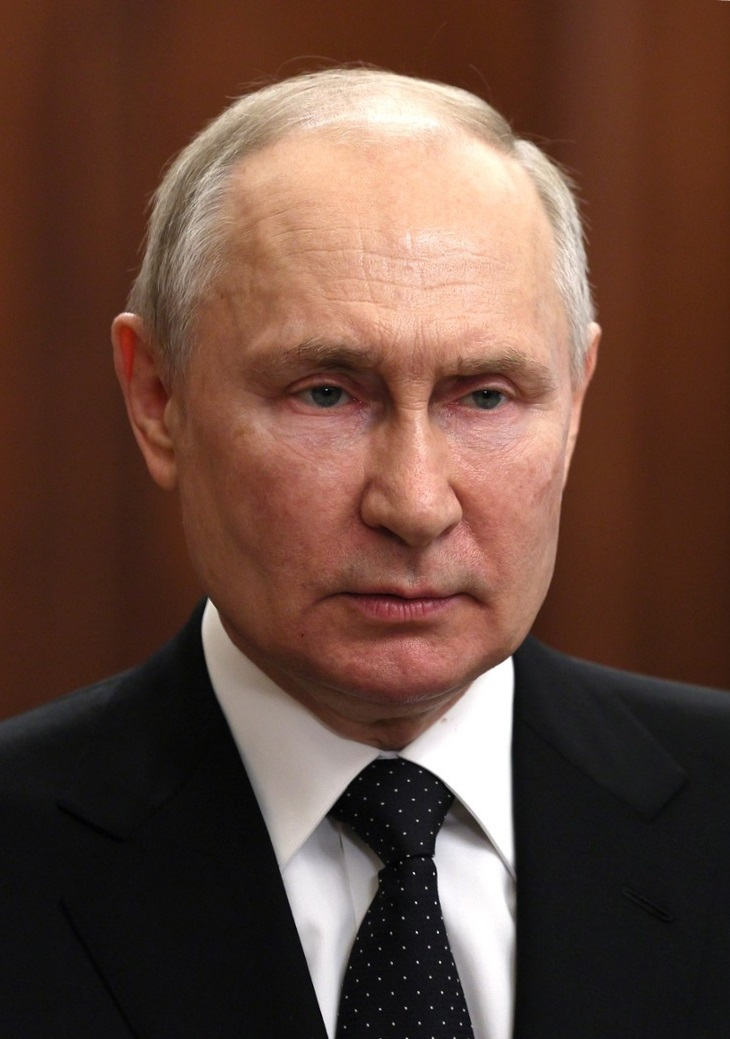
RUS 總統弗拉迪米爾·普丁
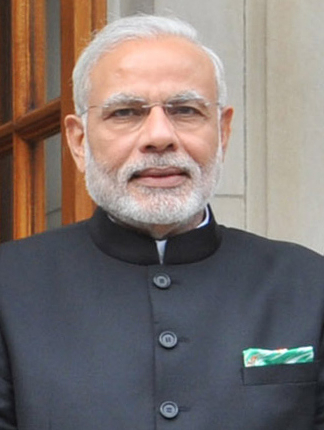
IND 總理納倫德拉·莫迪 （主席國）
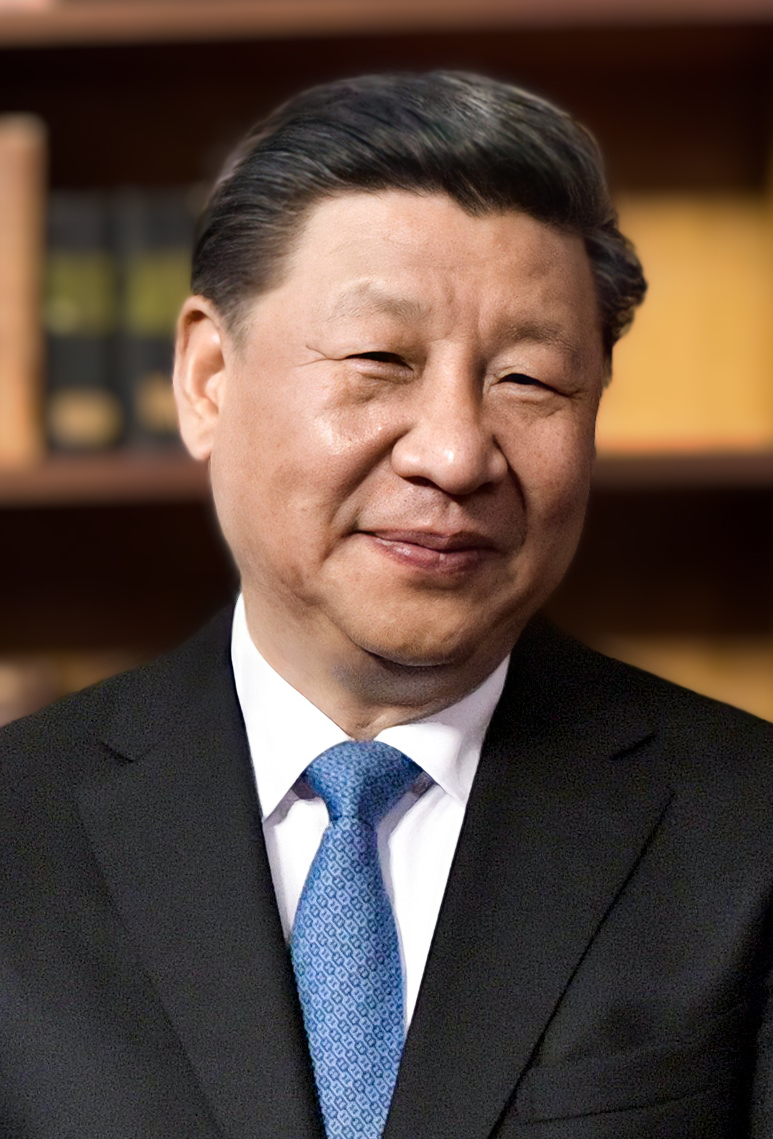
CHN 國家主席習近平
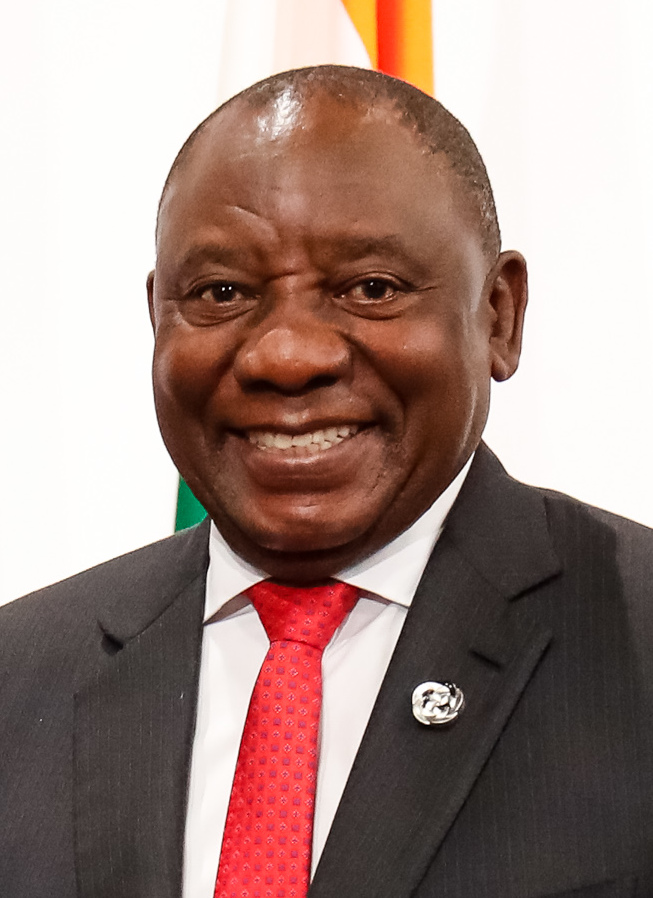
SAF 總統西里爾·拉瑪佛沙

- 巴西
總統雅伊爾·波索納洛
- 俄羅斯
總統弗拉迪米爾·普丁
- 印度
總理納倫德拉·莫迪
（主席國）
- 中国
國家主席習近平
- 南非
總統西里爾·拉瑪佛沙

## 外部連結
- 官方网站